# Biserica „Sfinții Apostoli Petru și Pavel” din Borceag
Biserica „Sf. Apostoli Petru și Pavel” este o biserică amplasată în Borceag, raionul Cahul, Republica Moldova. Este un monument arhitectural de importanță națională inclus în Registrul monumentelor Republicii Moldova ocrotite de stat cu nr. 365 (raionul Taraclia). Datează din sec. XIX.